# Drugs for Neglected Diseases Initiative

Logo der Drugs for Neglected Diseases initiative (DNDi)

Die Drugs for Neglected Diseases initiative (DNDi, deutsch etwa: Initiative zu Medikamenten für vernachlässigte Krankheiten) ist eine gemeinschaftliche, auf die Bedürfnisse der Patienten ausgerichtete, gemeinnützige Organisation und Commons-Public-Partnership (CPP) für Arzneimittelforschung und -entwicklung (F&E). Sie soll neue Therapien für vernachlässigte Krankheiten entwickeln, insbesondere für Leishmaniose, Schlafkrankheit (humane afrikanische Trypanosomiasis, HAT), Chagas-Krankheit, Filarien, Myzetom, pädiatrische HIV-Infektionen und Hepatitis C. Die Malaria-Aktivitäten von DNDi wurden 2015 auf Medicines for Malaria Venture (MMV) übertragen.
Unter der Leitung des Exekutivdirektors Luis Pizarro hat DNDi seinen Hauptsitz in Genf, Schweiz, und unterhält Büros in Brasilien, der Demokratischen Republik Kongo, Indien, Japan, Kenia, Malaysia und Südafrika sowie eine Tochtergesellschaft in den Vereinigten Staaten. Vorstandsvorsitzende ist Marie-Paule Kieny.

## Ursprung
Trotz der großen Fortschritte, die in den letzten 50 Jahren in der Medizin erzielt wurden, werden viele tropische Krankheiten, von denen die Ärmsten betroffen sind, immer noch vernachlässigt. Mehr als eine Milliarde Menschen – mehr als ein Siebtel der Weltbevölkerung – sind mit einer der 20 Krankheiten infiziert, die von der Weltgesundheitsorganisation (WHO) als vernachlässigte Tropenkrankheiten eingestuft werden. Obwohl vernachlässigte Tropenkrankheiten tödlich sein können, fehlt es an modernen, sicheren und wirksamen Medikamenten zur Behandlung dieser Krankheiten.
In der wissenschaftlichen Literatur finden sich Belege für den Mangel an neuen Medikamenten für Krankheiten, die eine hohe Sterblichkeits- und Krankheitsrate bei Menschen in armen Gebieten verursachen. Eine Studie berichtet, dass über einen Zeitraum von 25 Jahren (1975 bis 1999) nur 1,1 % der neuen Medikamente speziell für vernachlässigte Krankheiten zugelassen wurden, obwohl diese Krankheiten 11,4 % der weltweiten Krankheitslast ausmachen. Eine andere Publikation wies darauf hin, dass sich dieser Trend zwischen 2000 und 2011 nicht geändert hat und nur 1,2 % der neu auf den Markt gebrachten chemischen Wirkstoffe für vernachlässigte Krankheiten zugelassen wurden.
2003 wurde die DNDi gegründet, um neue Behandlungsmethoden für vernachlässigte Krankheiten zu entwickeln. Die Organisation wurde von relevanten – insbesondere öffentlichen – Forschungs- und Gesundheitseinrichtungen betroffener Länder gegründet – der Oswaldo-Cruz-Stiftung aus Brasilien, dem Indian Council of Medical Research, dem Kenya Medical Research Institute, dem Gesundheitsministerium von Malaysia und dem französischen Pasteur-Institut – und erhielt eine Anschubfinanzierung durch den Friedensnobelpreis 1999 von Ärzte ohne Grenzen (MSF). Das WHO-Sonderprogramm für Forschung und Ausbildung auf dem Gebiet der Tropenkrankheiten (TDR) fungiert als ständiger Beobachter der Initiative.

## Modell zur Non-Profit-Entwicklung von Arzneimitteln
Da Menschen mit vernachlässigten Krankheiten keinen lukrativen Markt für Pharmaunternehmen darstellen, fehlt es an Anreizen für Investitionen in Forschung und Entwicklung für diese Krankheiten.
In den frühen 2000er Jahren entstanden Alternativen zur gewinnorientierten Arzneimittelentwicklung, um den Bedürfnissen dieser vernachlässigten Patienten gerecht zu werden. Produktentwicklungspartnerschaften (PDPs), auch öffentlich-private Partnerschaften (PPPs) genannt, zielen darauf ab, die Forschung und Entwicklung (F&E) von Gesundheitsinstrumenten (Diagnostika, Impfstoffe, Medikamente) für vernachlässigte Krankheiten umzusetzen und zu beschleunigen, indem sie neue Kooperationen zwischen der Privatwirtschaft, der Wissenschaft und dem öffentlichen Sektor ermöglichen. Beispiele für PDPs sind die International AIDS Vaccine Initiative, MMV, die Global Alliance for TB Drug Development (TB Alliance) und DNDi.
Die PDPs agieren als „Dirigenten eines virtuellen Orchesters“, indem sie die spezifischen Ressourcen, Kapazitäten und Fachkenntnisse der Partner nutzen, um Projekte in allen Phasen des F&E-Prozesses durchzuführen. Dabei werden Fähigkeiten aus dem akademischen Bereich, von öffentlichen Forschungseinrichtungen, insbesondere in Ländern, in denen vernachlässigte Krankheiten auftreten, von Pharma- und Biotechnologieunternehmen, von Nichtregierungsorganisationen, einschließlich anderer PDPs, und von Regierungen weltweit integriert.
Um den Mangel an kommerzieller Forschung in der Arzneimittelentwicklung zu beheben, können PDPs „Delinkage“-Prinzipien anwenden, die darauf abzielen, die Kosten für Forschung und Entwicklung vom Preis der Produkte zu trennen. Auf diese Weise kann der Anreiz für Investitionen in eine bestimmte Krankheit unabhängig von dem Preis sein, zu dem die entwickelten Produkte verkauft werden.
Silke Helfrich und David Bollier beschrieben das DNDi–Modell als Commons-Public-Private-Partnerschaft (CPPP), da „alle drei Institutionstypen eng zusammenarbeiten: Nichtregierungsorganisationen, die Betroffenen selbst, Regierungsinstitutionen und private Forschungsinstitutionen sowie Pharmaunternehmen“. So gelänge es, „kommerzielle Interessen aus der Medikamentenproduktion zu verbannen“ und „Formen der ‚sozialverträglichen Lizensierung‘“ zu schaffen.

## Relevanteste Erfolge
Bis heute (Stand: Dezember 2022) hat DNDi zwölf neue Therapien entwickelt und eine umfangreiche Prozess- und Lieferkette von Arzneimitteln für vernachlässigte Krankheiten aufgebaut, die sowohl Verbesserungen bestehender Medikamente als auch völlig neue chemische Wirkstoffe enthält.
Bisher bereitgestellte Behandlungen:

### ASAQ, Festdosiskombination gegen Malaria, 2007
Bei diesem 2007 eingeführten Malariamittel handelt es sich um eine fest dosierte Kombination aus Artesunat und Amodiaquin (ASAQ). ASAQ ist das Ergebnis einer Partnerschaft zwischen DNDi und dem französischen Pharmaunternehmen Sanofi. Es wird in Marokko hergestellt, ist erschwinglich (für nur 0,05 USD für Kinder und 1 USD für Erwachsene), wird in einem einfachen Schema verabreicht (1 oder 2 Tabletten pro Tag über drei Tage), entspricht den neuesten WHO-Richtlinien für die Malariabehandlung in Afrika und erhielt 2008 den Status „präqualifiziert“. Obwohl ASAQ ohne Patent entwickelt wurde, steht es auf der WHO-Musterliste der unentbehrlichen Arzneimittel und der Liste der unentbehrlichen Arzneimittel für Kinder, ist in 32 afrikanischen Ländern, Indien, Ecuador und Kolumbien zugelassen und wurde bereits mehr als 437 Millionen Mal abgegeben.
Mit dem Industriepartner Zenufa in Tansania wurde eine Technologietransfervereinbarung unterzeichnet, um eine zusätzliche Quelle für ASAQ zu erschließen. ASAQ wurde im Mai 2015 an das MMV-Zugangs- und Produktmanagementteam übergeben.

### ASMQ, Festdosiskombination gegen Malaria, 2008
Das zweite von DNDi entwickelte Malariamittel ist eine fest dosierte Kombination aus Artesunat und Mefloquin, die 2008 eingeführt wurde. Sie wurde in internationaler Zusammenarbeit im Rahmen des FACT-Projektkonsortiums entwickelt. Es zeichnet sich durch ein einfaches und angepasstes Dosierungsschema, eine dreijährige Haltbarkeit und eine sehr hohe Compliance-Rate aus. ASMQ wird in Brasilien von Farmanguinhos/Fiocruz hergestellt, und dank eines Süd-Süd-Technologietransfers wird es nun auch von Cipla produziert. Letzteres erhielt 2012 von der WHO den Status „präqualifiziert“ und wurde 2013 in die WHO-Modellliste der unentbehrlichen Arzneimittel und die Liste der unentbehrlichen Arzneimittel für Kinder aufgenommen. Bis 2015 war es in Brasilien, Indien, Malaysia, Myanmar, Tansania, Vietnam, Niger, Burkina Faso, Thailand und Kambodscha zugelassen. Bis Ende 2015 waren mehr als eine Million Behandlungen verteilt worden. ASMQ wurde im Mai 2015 an das MMV Access and Product Management Team übergeben.

### NECT, verbesserte Behandlung gegen die Schlafkrankheit, 2009
Die Nifurtimox-Eflornithin-Kombinationstherapie (NECT), eine Kombinationstherapie aus Nifurtimox und Eflornithin, ist die erste neue, verbesserte Behandlungsmöglichkeit seit 25 Jahren für die humane afrikanische Trypanosomiasis (HAT) in fortgeschrittenen Stadium (Stadium 2), auch bekannt als Schlafkrankheit. Es ist das Ergebnis einer sechsjährigen Partnerschaft zwischen Nichtregierungsorganisationen, Regierungen, Pharmaunternehmen und der WHO. Es wurde 2009 auf den Markt gebracht und 2009 bzw. 2013 in die WHO-Modellliste der unentbehrlichen Arzneimittel und die Liste der unentbehrlichen Arzneimittel für Kinder aufgenommen. Es erfordert nur noch einen kürzeren Krankenhausaufenthalt als die bisherige Behandlung und ist viel sicherer als das früher häufig verwendete Melarsoprol auf Arsenbasis, das bei etwa 5 % der Patienten zum Tod führte. NECT wird nun in allen 13 endemischen Ländern zur Behandlung von 100 % der mit HAT-Stadium-2-infizierten Patienten eingesetzt.

### SSG±, kombinierte Behandlung gegen viszerale Leishmaniose, 2010
SSG±, eine Kombinationstherapie aus Natriumstibogluconat und Paromomycin, ist eine kürzere, kosteneffiziente Behandlungsoption gegen viszerale Leishmaniose (VL) in Ostafrika, die seit 2010 verfügbar ist. Sie ist das Ergebnis einer sechsjährigen Partnerschaft zwischen DNDi, der Leishmaniose-Ostafrika-Plattform (LEAP), den nationalen Kontrollprogrammen von Kenia, Sudan, Äthiopien und Uganda, Ärzte ohne Grenzen (MSF) und der WHO. Es wurde 2010 vom WHO-Sachverständigenausschuss zur Bekämpfung der Leishmaniose als Erstbehandlung in Ostafrika empfohlen, und mehr als 10.000 Patienten wurden bereits behandelt. Sudan, Äthiopien, Südsudan und Somalia haben überarbeitete Leitlinien veröffentlicht, in denen SSG± als Erstlinientherapie für VL empfohlen wird.

### Kombinationsbehandlungen gegen viszerale Leishmaniose in Asien, 2011
2010 empfahl der WHO-Sachverständigenausschuss für die Bekämpfung der Leishmaniose Einzeldosen von Amphotericin B und Paromomycin/Miltefosin/Amphotericin B-Kombinationen. Diese Behandlungen sind weniger toxisch als die bisherigen Standardtherapien, nützlich in Gebieten mit Resistenz gegen Antimoniale, haben einen kürzeren Verlauf und ihre Kosten sind mit denen der bisherigen Behandlungen vergleichbar. 2010 wurde in Indien eine Studie abgeschlossen, in der drei mögliche 2-Wirkstoff-Kombinationen von Amphotericin B, Miltefosin und Paromomycin untersucht wurden. Alle drei Kombinationsbehandlungen erwiesen sich als hochwirksam (> 97,5 % Heilungsrate). Ein WHO-Sachverständigenausschuss empfahl, diese Behandlungen gegenüber den derzeitigen etablierten Monotherapien für VL in Südasien zu bevorzugen. Die DNDi arbeitet mit tropenmedizinischen Akteuren und der WHO zusammen, um ihre Einführung zu erleichtern und die Strategien zur Eliminierung von VL zu unterstützen. DNDi führte weitere Studien durch, darunter ein Pilotprojekt im indischen Bundesstaat Bihar (2012–2015), das die Sicherheit und Wirksamkeit von Kombinationstherapien auf der Basis von Amphotericin B, Miltefosin und Paromomycin auf der Ebene der medizinischen Grundversorgung und einer Einzeldosis Amphotericin B auf der Krankenhaus-Ebene nachwies. Auf der Grundlage der Studienergebnisse empfahl der indische Nationale Fahrplan für die Eliminierung von Kala-Azar im August 2014 die Verwendung von Amphotericin B in einer einzigen Dosis als erste Option für die Behandlung von VL-Patienten, mit Paromomycin und Miltefosin als zweiter Option auf allen Ebenen; eine Politik, die auch in Bangladesch und Nepal verfolgt wird. Diese Abschaffung der Miltefosin-Monotherapie ist eine wichtige politische Änderung. Dieses Projekt wurde in Zusammenarbeit mit einem Konsortium von Partnern durchgeführt.

### Pädiatrisches Benznidazol gegen die Chagas-Krankheit, 2011
Dies ist die einzige pädiatrische Dosierungsbehandlung für die Chagas-Krankheit, die 2011 durch eine Zusammenarbeit zwischen DNDi und dem Laboratório Farmacêutico do Estado de Pernambuco (LAFEPE) eingeführt wurde. Im November 2013 unterzeichneten die Stiftung Mundo Sano und DNDi eine Kooperationsvereinbarung, um in Zusammenarbeit mit ELEA eine zweite Quelle für die Behandlung bereitzustellen. Die pädiatrische Darreichungsform von Benznidazol ist für Säuglinge und Kleinkinder unter zwei Jahren (20 kg Körpergewicht) bestimmt, die angeboren infiziert sind. Dank der altersgerechten, einfach zu handhabenden, erschwinglichen und nicht patentgeschützten Tablette trägt die neue Behandlung zu einer verbesserten Dosierungsgenauigkeit, Sicherheit und Therapietreue bei. Die pädiatrische Darreichungsform von Benznidazol wurde 2011 von der brasilianischen Nationalen Gesundheitsaufsichtsbehörde zugelassen, und die Zulassung für weitere endemische Länder wird angestrebt. Im Juli 2013 wurde es in die WHO-Liste der unentbehrlichen Arzneimittel für Kinder aufgenommen.

### Superbooster-Therapie für Kinder mit HIV und Tuberkulose, 2016
Eine der vielen Herausforderungen bei der Behandlung von Kindern, die sowohl mit Tuberkulose (TB) als auch mit HIV infiziert sind, ist die Tatsache, dass ein wichtiges TB-Medikament die Wirksamkeit von Ritonavir, einem der wichtigsten antiretroviralen Medikamente zur Behandlung von HIV, aufhebt. Eine von der DNDi geförderte Studie an fünf Krankenhäusern in Südafrika hat die Wirksamkeit des „Super-Boosting“, d. h. der Zugabe von zusätzlichem Ritonavir zum Behandlungsregime eines Kindes, nachgewiesen. Seitdem hat die WHO ihre Empfehlungen für die Anwendung von Superboosting bei TB/HIV-koinfizierten Kindern verstärkt.

### Fexinidazole, 2018
Fexinidazol ist das erste vollständig oral einzunehmende Medikament gegen die Schlafkrankheit (oder humane afrikanische Trypanosomiase), die durch Trypanosoma brucei gambiense verursacht wird. Es wurde in Zusammenarbeit von DNDi, Sanofi und anderen entwickelt. An den klinischen Studien nahmen 749 Patienten aus der Demokratischen Republik Kongo und der Zentralafrikanischen Republik teil. Die in der Fachzeitschrift The Lancet veröffentlichten Ergebnisse zeigten eine hohe Wirksamkeit und Sicherheit für beide Stadien der Krankheit. Fexinidazol wird als orale Tabletten über 10 Tage verabreicht.
Im November 2018 gab die Europäische Arzneimittel-Agentur (EMA) eine positive wissenschaftliche Stellungnahme zu Fexinidazol ab. Im Dezember 2018 wurde Fexinidazol in der Demokratischen Republik Kongo zugelassen.
Weiteres Projekt:

### Global Antibiotic Research & Development Partnership (GARDP)
Im Jahr 2016 gründeten die WHO und DNDi gemeinsam die Global Antibiotic Research & Development Partnership (GARDP), eine gemeinnützige Forschungs- und Entwicklungsorganisation, die durch die Entwicklung und Bereitstellung neuer oder verbesserter Antibiotika-Behandlungen auf die globalen Bedürfnisse der öffentlichen Gesundheit eingeht und sich gleichzeitig um einen nachhaltigen Zugang zu diesen Mitteln bemüht. Im Jahr 2018 wurde die GARDP als unabhängige juristische Person gegründet.

### Ravidasvir, 2021
Der Zugang zu einer erschwinglichen Hepatitis-C-Behandlung mit hochwirksamen direkt wirkenden antiviralen Medikamenten (DAA) ist in vielen Ländern mit niedrigem und mittlerem Einkommen nach wie vor äußerst begrenzt. Im Jahr 2016 unterzeichnete DNDi Vereinbarungen mit dem US-amerikanischen biopharmazeutischen Unternehmen Presidio Pharmaceuticals, dem Entwickler des DAA-Kandidaten Ravidasvir, und dessen Lizenzpartner, dem ägyptischen Generikahersteller Pharco Pharmaceuticals, um die Erprobung einer neuen, für die öffentliche Gesundheit optimierten Kombinationstherapie zu ermöglichen: Ravidasvir + Sofosbuvir. Eine Phase-II/III-Studie in Malaysia und Thailand, die vom malaysischen und thailändischen Gesundheitsministerium gefördert und von der MSF-Initiative Transformational Investment Capacity (TIC) kofinanziert wurde, zeigte, dass 12 Wochen nach Ende der Behandlung 97 Prozent der Teilnehmer geheilt waren. Patienten mit mehreren Risikofaktoren wurden geheilt, und es wurden keine unerwarteten Sicherheitssignale festgestellt. Im Juni 2021 erteilte Malaysia eine bedingte Zulassung für Ravidasvir.

### Neue Behandlungsformen gegen HIV/VL, 2022
Leishmanien-HIV-Koinfektionen wurden aus 35 endemischen Ländern gemeldet. Menschen, die mit HIV und viszeraler Leishmaniose koinfiziert sind, sprechen schlecht auf die Behandlung an, haben ein höheres Sterberisiko und erleiden häufig mehrere Rückfälle. Auf der Grundlage der Ergebnisse zweier Studien veröffentlichte die WHO im Juni 2022 neue Behandlungsrichtlinien für die Behandlung von Menschen, die mit viszeraler Leishmaniose und HIV koinfiziert sind, und empfahl eine Kombination aus liposomalem Amphotericin B und Miltefosin.

### Leishmaniose in Lateinamerika, 2022
Die bisherigen Empfehlungen für die Erstbehandlung der viszeralen Leishmaniose in Brasilien beinhalteten den Einsatz von Meglumin-Antimoniat, das aufgrund seiner Toxizität, der parenteralen Verabreichung und der Notwendigkeit eines Krankenhausaufenthalts nur bedingt geeignet ist. Die Ergebnisse einer Studie in Zusammenarbeit mit der Universität Brasilia und der brasilianischen Oswaldo-Cruz-Stiftung haben gezeigt, dass liposomales Amphotericin B aufgrund seiner geringeren Toxizität und akzeptablen Wirksamkeit eine geeignetere Erstbehandlung für die viszerale Leishmaniose darstellt als die Standardbehandlung. Im Juni 2022 veröffentlichte die Panamerikanische Gesundheitsorganisation (PAHO) neue Leitlinien für die Behandlung der Leishmaniose in Nord-, Mittel- und Südamerika, in denen liposomales Amphotericin B für die Behandlung der viszeralen Leishmaniose anstelle von pentavalenten Antimonialen empfohlen wird.

### 4-in-1 gegen pädiatrisches HIV, 2022
Diese 4-in-1-Festdosiskombination kombiniert die Proteaseinhibitoren Lopinavir und Ritonavir mit den nukleosidischen Reverse-Transkriptase-Inhibitoren (NRTIs) Lamivudin und Abacavir für die Behandlung von pädiatrischem HIV. Das 4-in-1-Präparat stellt eine erhebliche Verbesserung gegenüber den derzeit verfügbaren Regimen auf Lopinavir-Basis dar, da es in Form einer mit Granulat gefüllten Kapsel formuliert ist, die hitzestabil, geschmacksneutral und fest ist und keinen Alkohol oder ungeeignete Lösungsmittel enthält. Es wurde in Zusammenarbeit mit Cipla für Säuglinge und Kleinkinder mit einem Gewicht zwischen 3 und 25 kg entwickelt. Es kann verabreicht werden, indem die Kapseln geöffnet und das Granulat auf weiche Nahrung, Wasser oder Milch gestreut wird. Die südafrikanische Aufsichtsbehörde für Gesundheitsprodukte (South African Health Products Regulatory Authority, SAHPRA) hat das 4-in-1 im Juni 2022 zugelassen.

## Auszeichnungen
Im Jahr 2013 erhielt DNDi den BBVA Foundation Frontiers of Knowledge Award in der Kategorie Entwicklungszusammenarbeit für die Entwicklung und Bereitstellung neuer Behandlungsmethoden für armutsbedingte Krankheiten wie Chagas, Schlafkrankheit, Malaria und Leishmaniose.
DNDi wurde 2013 mit dem Carlos Slim Health Award ausgezeichnet. Der 2008 von der Carlos-Slim-Stiftung ins Leben gerufene Preis soll Menschen und Institutionen auszeichnen, die sich für die Verbesserung des Gesundheitszustands der Bevölkerung in Lateinamerika und der Karibik einsetzen.
Im Jahr 2013 rief die Rockefeller Foundation dazu auf, Organisationen und Einzelpersonen zu nominieren, die durch Innovationen etwas für arme und gefährdete Bevölkerungsgruppen bewirken. Aus diesen Nominierungen und den Stimmen von Einzelpersonen auf der ganzen Welt wählte die Rockefeller Foundation drei Preisträger für den Next Century Innovators Award 2013 aus. DNDi war einer der Preisträger.
Am 11. Dezember 2015 wurde DNDi mit dem nationalen FINEP-Preis für Innovation ausgezeichnet. Mit der Auszeichnung wurde ein innovatives F&E-Modell gewürdigt, das ein neues, in Brasilien entwickeltes Malariamedikament hervorgebracht hat.
DNDi wurde 2017 mit dem Innovationspreis und 2018 mit der Cuvée 2018 de la Vigne des Nations des Kantons Genf ausgezeichnet.
Die am 4. November 2017 in The Lancet veröffentlichte Publikation Oral fexinidazole for late-stage African Trypanosoma brucei gambiense trypanosomiasis: a pivotal multicentre, randomised, non-inferiority trial war einer der beiden Gewinner des Anne Maurer-Cecchini Award 2018. Ein Kurzfilm über Fexinidazol, ein neues Mittel zur Behandlung der Schlafkrankheit, wurde beim ersten Filmfestival der Weltgesundheitsorganisation „Health for All“ im Jahr 2020 mit dem Großen Preis ausgezeichnet. Der Film A doctor's dream wurde von DNDi in Zusammenarbeit mit der südafrikanischen Produktionsfirma Scholars and Gentlemen produziert.
Im Jahr 2023 erhielt DNDi den Prinzessin-von-Asturien-Preis in der Kategorie „Internationale Zusammenarbeit“.

## Regionale Plattformen für klinische Studien
Die DNDi arbeitet mit Partnerorganisationen in Ländern, in denen die Krankheit endemisch ist, zusammen, um die bestehenden klinischen Forschungskapazitäten zu stärken und bei Bedarf neue Kapazitäten aufzubauen. DNDi war an der Einrichtung von vier regionalen krankheitsspezifischen Plattformen in Afrika und Lateinamerika beteiligt, darunter die Leishmaniasis East Africa Platform (LEAP) für Leishmaniose, die HAT Platform für die Schlafkrankheit (humane afrikanische Trypanosomiasis), die Chagas Clinical Research Platform (CCRP) und das RedeLeish Network für Leishmaniose in Lateinamerika. Die Kooperation besteht fort.
Ihre Aufgabe besteht darin, den Bedarf der Patienten unter Berücksichtigung der örtlichen Gegebenheiten zu ermitteln, die wichtigsten regionalen Akteure im Gesundheitsbereich zusammenzubringen, die klinischen Kapazitäten in endemischen Regionen zu stärken, gegebenenfalls Infrastrukturanforderungen zu erfüllen und Schulungen vor Ort anzubieten.